# 카헐 브루
카헐 브루(아일랜드어: Cathal Brugha [ˈkahəɫ̪ bˠɾˠuː], 영어: Charles William St. John Burgess 찰스 윌리엄 세인트존 버지스[*], 1874년 7월 18일 - 1922년 7월 7일)은 아일랜드의 혁명가, 정치인, 군인이다.
그는 아일랜드의 더블린에서 아일랜드 가톨릭교도와 영국 국교회교도 사이에서 태어났고 제수이트 벨버더 대학(일종의 신학교이다.)에서 공부했다. 아버지가 사업에 실패한 뒤 그는 상회(Firm)를 지원하는 교회에서 집사가 되었다.
1899년 브루어는 게일어 연맹(Gaelic League)에 입단하여 1913년에 아일랜드 의용군의 장교가 되었다.
1916년 부활절 봉기 동안 그는 이몬 시닛이 지휘관으로 있는 남더블린동맹의 부지휘관을 맡았다. 전투 도중 그는 영국군이 던진 수류탄 파편에 부상을 입었을 뿐만 아니라 16발로 추청되는 총상을 입었으나 기적적으로 살아났다.
1917년에 그는 IRA의 참모총장이 되었고 1919년 3월까지 그 직분을 맡았다. 1918년에 그는 워터포드에서 출마하여 아일랜드 의회 의원에 당선되었고 곧 국방부장관이 되었다.
이몬 데 발레라와 아서 그리피스의 부재로 인해 브루어는 1919년 1월 21일 열린 아일랜드 의회의 첫 모임의 의장을 맡았다.
그는 마이클 콜린스에 대한 강한 증오심으로 유명했는데 이것은 마이클 콜린스와 그 사이의 IRA와 아일랜드 공화주의자 동맹에서의 서열싸움이 원인이었다.
1920년 8월에 열린 IRA 지도부 회의에서 브루어는 영국군의 비겁한 복병 공격에 항의하였고 영국으로 전선을 확대할 것을 주장했으나 콜린스에 의해 거절당했다.
1922년 브루어는 영국-아일랜드 조약에 반대표를 던졌고 의회에서 탈퇴했다. 국방부장관 자리는 리처드 멀커이가 후임을 맡았다.

## 죽음
1922년 6월 28일 아일랜드 내전의 발발시 그는 오코넬 거리의 건물을 점거한 조약반대측에 가담했다.
7월 첫째 주, 자유국 군대는 조약반대측이 주둔한 곳에 포격을 퍼붇기 시작했다. 지도자인 오스카 트라이너를 비롯한 대부분의 조약반대측 병사들은 극적으로 오코넬 거리에서 탈출하였다. 트라이너는 브루어에게 소규모의 후위대를 맡게하고 그들을 오코넬 거리에 남겼다.
7월 5일 브루어는 부하들에게 항복할 것을 명했다그리곤 그는 홀로 건물을 나선 뒤 자유국 군대를 향해 리볼버 권총을 발사했으나 자유국 군대는 그를 향해 엄청난 양의 사격을 가했고 그는 수십 발의 총알을 온몸에 맞았다.

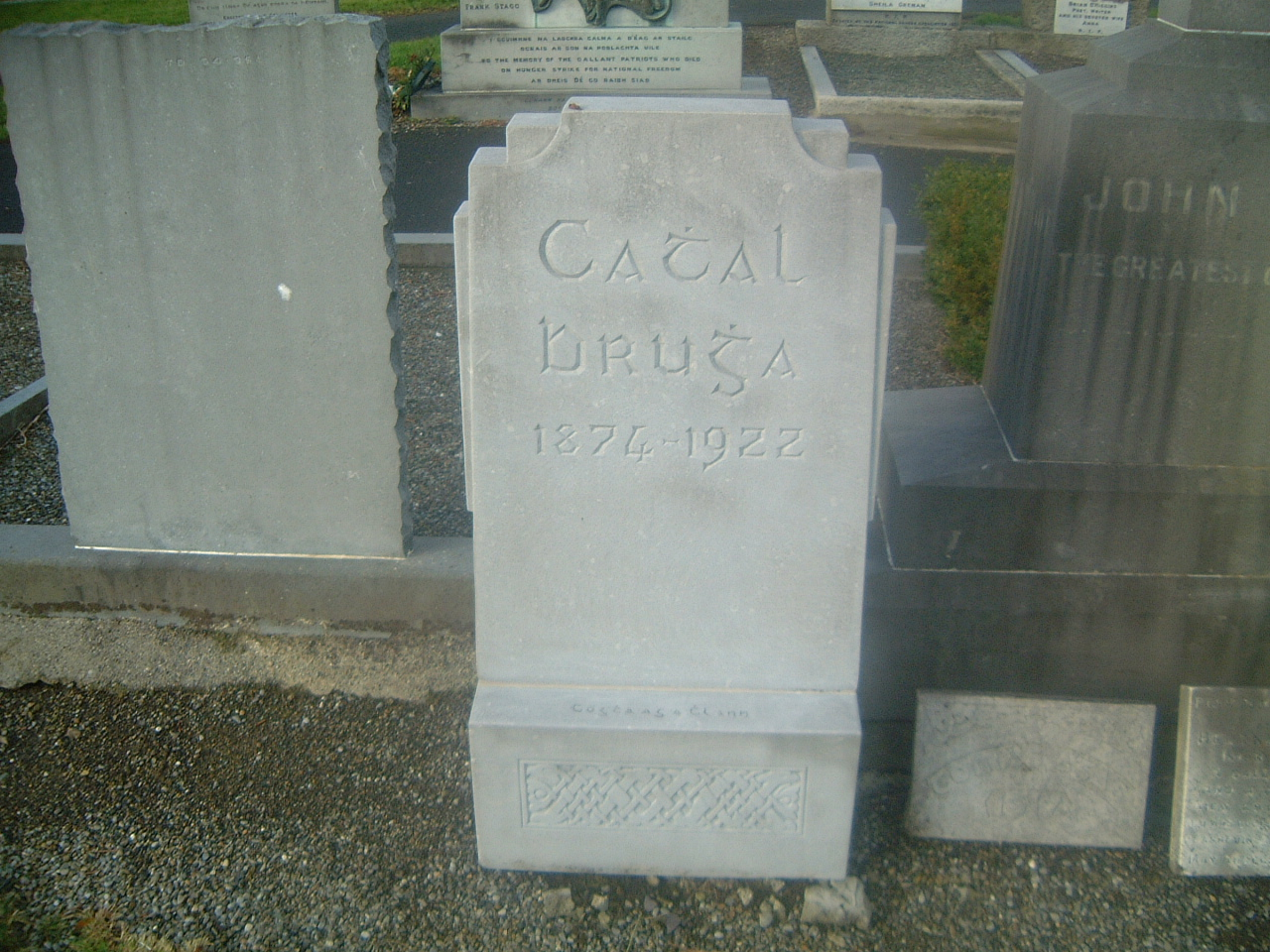
브루어의 묘

대동맥이 터진것은 그가 사망하게 된 직접적인 원인이 되었다. 결국 그는 그의 48번째 생일을 11일 앞둔 7월 7일 사망했다
그의 아들인 루아리 브루어(1917년 ~ 2006년)는 후에 피아나 페일당의 정치인이 되었고 1973년 아일랜드 총선에서 당선되어 아일랜드 의회의 의원이 되었다.